# Vornay
Vornay település Franciaországban, Cher megyében. Lakosainak száma 586 fő (2022. január 1.). Vornay Annoix, Bussy, Crosses, Dun-sur-Auron, Jussy-Champagne, Saint-Denis-de-Palin és Osmery községekkel határos.

## Népesség
A település népessége az elmúlt években az alábbi módon változott:
| Lakosok száma | 403  | 341  | 469  | 500  | 594  | 597  | 593  | 591  | 590  | 586  |
|               | 1968 | 1982 | 1990 | 2006 | 2013 | 2015 | 2017 | 2019 | 2020 | 2022 |